# Historia de los judíos en Eslovenia

La ubicación de Eslovenia (verde oscuro) en Europa

La historia de los judíos en Eslovenia y las áreas conectadas con ella se remonta a los tiempos de la Antigua Roma. La pequeña comunidad judía actual de Eslovenia (en esloveno: Judovska skupnost Slovenije) se estima entre 500 y 1000 miembros, de los cuales alrededor de 130 están registrados oficialmente y la mayoría vive en la capital, Ljubljana.

## Historia de la comunidad

### Antigüedad

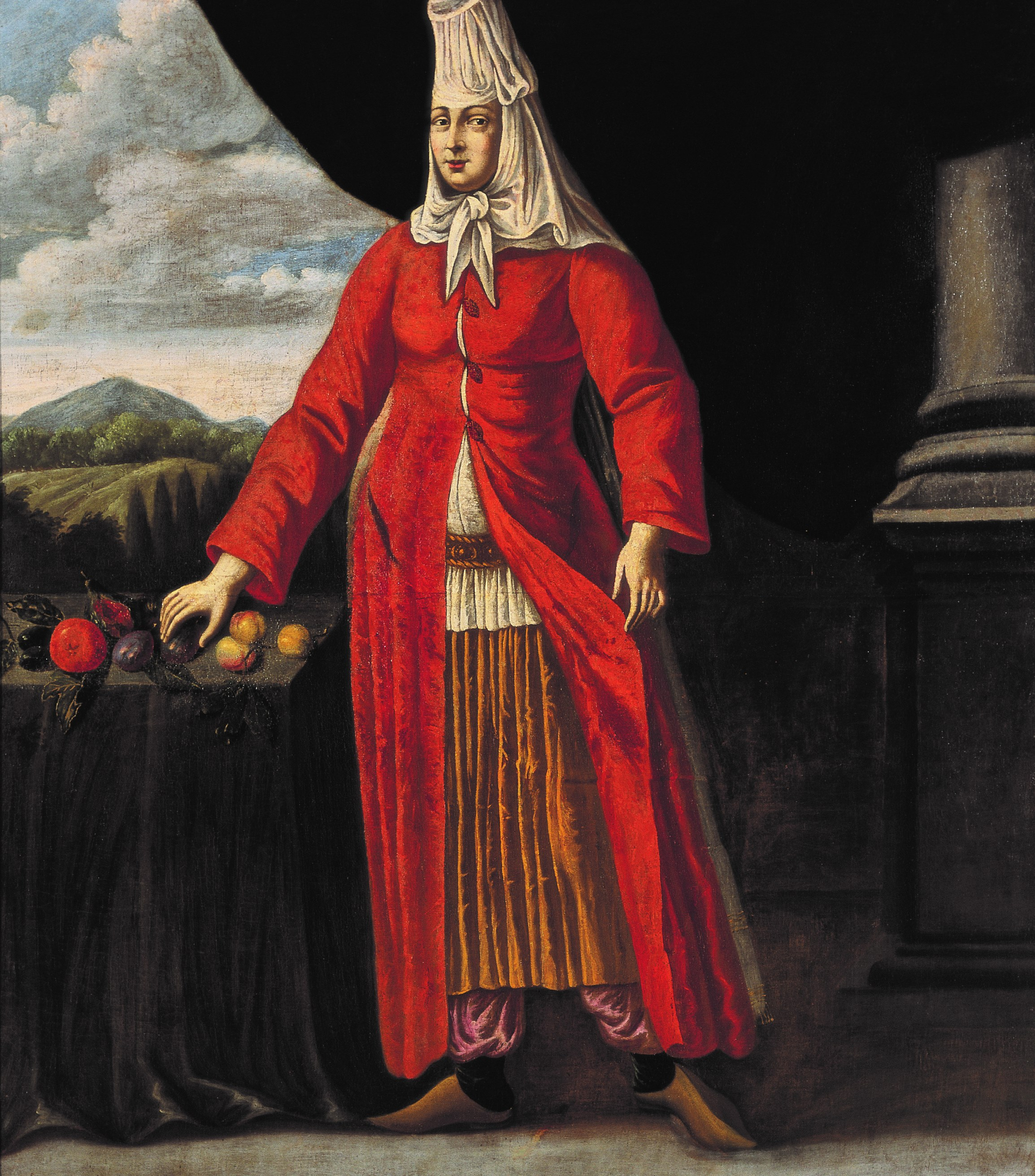
Pintura de una mujer judía, c. 1682. En la colección del Museo Regional de Ptuj Ormož

La antigua comunidad judía de Eslovenia es anterior al asentamiento eslavo de los Alpes orientales en el siglo VI, cuando los antepasados eslavos de los actuales eslovenos entraron en su territorio actual. Los primeros judíos llegaron a lo que ahora es Eslovenia en la época romana, con evidencia arqueológica de judíos encontrada en Maribor y en el pueblo de Škocjan en la Baja Carniola. En Škocjan, se encontró un cementerio con una menorá grabada que data del siglo V d. C.

## Edad Media
En el siglo XII, los judíos llegaron a tierras eslovenas huyendo de la pobreza en Italia y Europa central. Aunque se vieron obligados a vivir en guetos, muchos judíos prosperaron. Las relaciones entre los judíos y la población cristiana local fueron en general pacíficas. En Maribor, los judíos eran exitosos banqueros, viticultores y molineros. Varios "tribunales judíos" (Judenhof) existían en Estiria, resolviendo disputas entre judíos y cristianos. Israel Isserlein, autor de varios ensayos sobre la vida judía medieval en la Baja Estiria, era el rabino más importante de la época, ya que vivía en Maribor. En 1397, asaltantes anónimos antijudíos incendiaron guetos judíos en Radgona y Ptuj.
La primera sinagoga en Ljubljana se menciona en 1213. Emitidos con un Privilegium, los judíos pudieron establecerse en un área de Ljubljana ubicada en la margen izquierda del río Ljubljanica. Las calles Židovska ulica (Calle de los Judíos) y Židovska steza (Camino de los Judíos), que actualmente se encuentran en el sector, aún recuerdan ese período.

## Era moderna

### La expulsión de los judíos
La riqueza de los judíos generó resentimiento y envidia entre la nobleza del interior de Austria y los burgueses, y muchos se negaron a pagar a los prestamistas judíos y los comerciantes locales consideraron a los judíos como competidores. El antisemitismo de la Iglesia Católica también desempeñó un papel importante en la creación de animosidad contra los judíos. En 1494 y 1495 las asambleas de Estiria y Carintia ofrecieron al emperador austriaco Maximiliano I una recompensa por la expulsión de los judíos de ambas provincias.
Maximiliano accedió a su solicitud, citando como motivos de la expulsión la contaminación judía del sacramento cristiano, los asesinatos rituales de niños cristianos y las falsas acusaciones de estafa a los deudores. Las expulsiones comenzaron de inmediato, siendo los últimos judíos deportados en 1718. Los judíos fueron expulsados de Maribor en 1496. Continuaron las demandas de los ciudadanos de Ljubljana para la expulsión de los judíos, siendo estos desterrados de la ciudad en 1515. Tras la desaparición de la comunidad judía, la Sinagoga de Maribor fue confiscada para ser convertida en iglesia.

### Afiliación a la monarquía de los Habsburgo

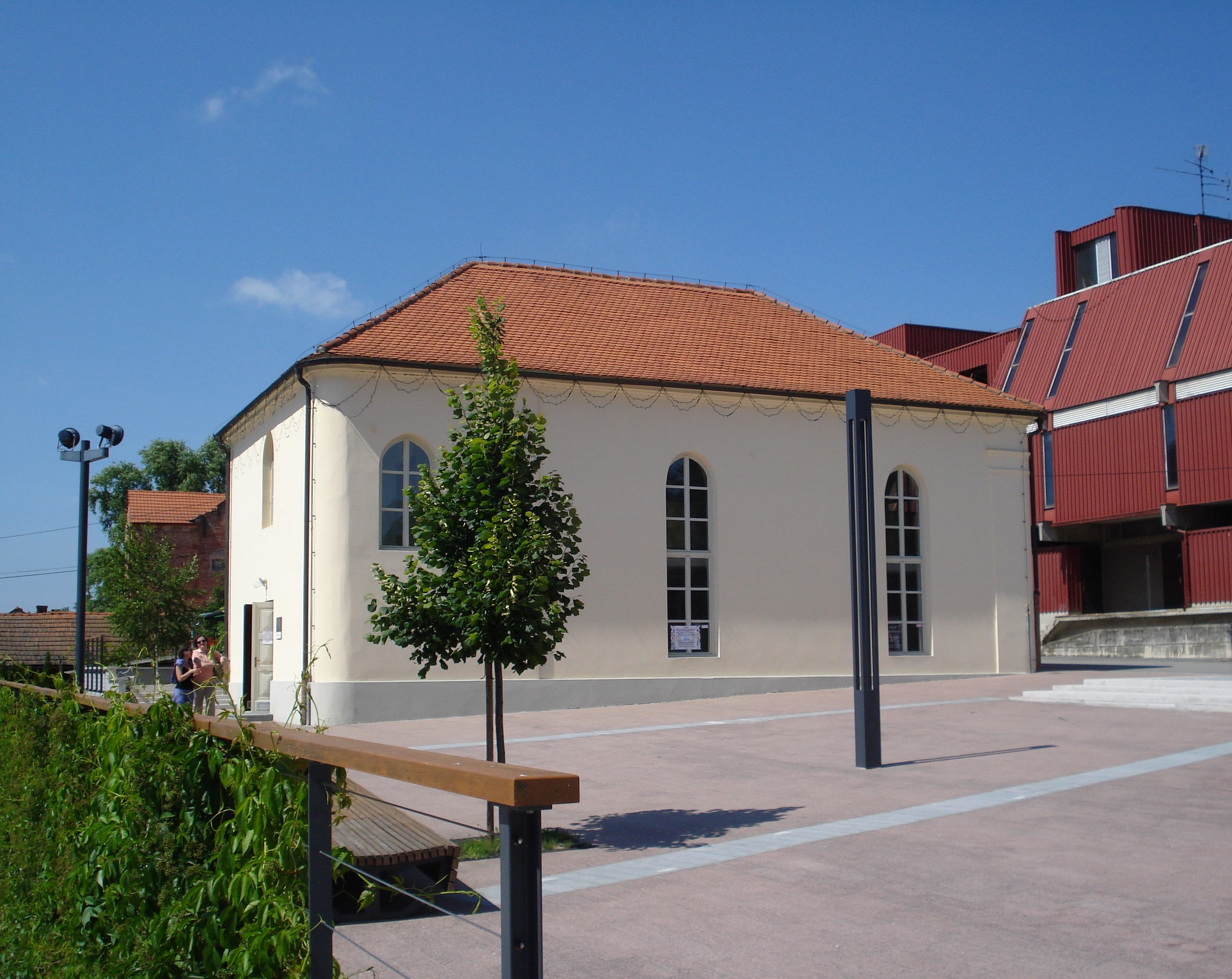
El edificio de la antigua Sinagoga Lendava

En 1709, el emperador Carlos VI del Sacromperio Romano Germánico, gobernante de la monarquía de los Habsburgo, emitió un decreto que permitía a los judíos regresar a Austria Interior. Sin embargo, tras las expulsiones, la gran mayoría los judíos se asentaron casi exclusivamente en la ciudad comercial de Trieste y, en mucha menor medida, en la ciudad de Gorizia (ambas actualmente en Italia). El decreto fue anulado en 1817 por Francisco I, y los judíos obtuvieron plenos derechos civiles y políticos solo con la constitución austriaca de 1867. Sin embargo, las tierras eslovenas permanecieron virtualmente sin población judía constante, con la excepción de Gorizia, Trieste, la región de Prekmurje y algunos pueblos más pequeños en la parte occidental del condado de Gorizia y Gradisca (Gradisca, Cervignano), que estaban habitadas en su mayoría por población de habla friulana.
Según el censo de 1910, solo 146 judíos vivían en el territorio de la actual Eslovenia, excluyendo la región de Prekmurje. Sin embargo, a pesar de esto, como en otras partes de Austria-Hungría, el antisemitismo comenzó a intensificarse también en Eslovenia, desde mediados del siglo XIX en adelante, propagado principalmente por destacados líderes católicos eslovenos, como el obispo Anton Mahnič y Janez Evangelist Krek. El primero llamó a la guerra contra el judaísmo y el segundo buscó persuadir a los creyentes de que los judíos eran transmisores de dañinas influencias.

### Reino de Yugoslavia
En 1918, en la caótica transición entre Austria-Hungría y el flamante Reino de los serbios, croatas y eslovenos, estallaron disturbios contra judíos y húngaros en muchos lugares de Prekmurje. Los soldados que regresaban del frente y los lugareños saquearon tiendas judías y húngaras. El 4 de noviembre de 1918, en Beltinci, los lugareños saquearon casas y tiendas judías, torturaron a judíos e incendiaron la sinagoga. Después del pogromo, la otrora influyente comunidad judía ortodoxa de Beltinci, que sumaba unos 150 fieles a mediados del siglo XIX, desapareció. En 1937 las autoridades locales demolieron la sinagoga de Beltinci.
El antisemitismo desenfrenado fue una de las razones por las que pocos judíos decidieron establecerse en la zona, y la población judía en general se mantuvo en un nivel muy bajo. En la década de 1920, tras de la creación del Reino de los Serbios, Croatas y Eslovenos (Yugoslavia), la comunidad judía local se fusionó con la comunidad judía de Zagreb, Croacia.
Según el censo de 1931, había alrededor de 900 judíos en Drava Banovina, concentrados principalmente en Prekmurje, que formaba parte del Reino de Hungría hasta 1919. Esta fue la razón por la que a mediados de la década de 1930 Murska Sobota se convirtió en la sede de la Comunidad Judía de Eslovenia. Durante ese período, la población judía fue revitalizada por muchos inmigrantes que huían de la vecina Austria y de la Alemania nazi hacia el Reino de Yugoslavia que era más tolerante.
Sin embargo, en el período de entreguerras, la Iglesia católica en Eslovenia y su mayor partido político afiliado, el Partido Popular Esloveno, se involucraron en el antisemitismo, y los periódicos católicos difamaban a los "judíos" con consignas como "un desastre para nuestra región", y calificándolos como "estafadores" y "traidores a Cristo", mientras que el principal diario católico esloveno, Slovenec, informó a los judíos locales que su "camino para salir de Yugoslavia estaba abierto" y que "mercancías de este tipo [es decir, judíos] se exportan desde Eslovenia sin compensación". Mientras fue ministro del Interior en el gobierno yugoslavo, el principal político esloveno y ex sacerdote católico, Anton Korošec, declaró a "todos los judíos, comunistas y masones, traidores, conspiradores y enemigos del Estado". Luego, en 1940, Korošec introdujo dos leyes antisemitas en Yugoslavia, para prohibir a los judíos trabajar en la industria alimentaria y restringir el número de estudiantes judíos en las escuelas secundarias y universidades. Los judíos eslovenos se vieron gravemente afectados, como señaló Sharika Horvat en su testimonio para la Fundación Shoah., "todo se vino abajo... bajo el gobierno de Korošec".
Según datos oficiales yugoslavos, el número de judíos autodeclarados (según religión, no ascendencia) en la Eslovenia yugoslava ascendió a 1.533 en 1939. En ese año, había 288 en Maribor, 273 en Ljubljana, 270 en Murska Sobota, 210 en Lendava y 66 en Celje. Los otros 400 judíos vivían dispersos por el resto del país, y una cuarta parte de ellos vivía en la región de Prekmurje. Antes de la Segunda Guerra Mundial, había dos sinagogas activas en Eslovenia, una en Murska Sobota y otra en Lendava. Se estima que el número total de judíos antes de la invasión del Eje a Yugoslavia en abril de 1941 era de alrededor de 2500, incluidos judíos bautizados y refugiados de Austria y Alemania.

### La Segunda Guerra Mundial y el Holocausto
La comunidad judía, muy pequeña incluso antes de la Segunda Guerra Mundial y la Shoa, se redujo aún más por la ocupación nazi entre 1941 y 1945; los judíos del norte y este de Eslovenia (Estiria eslovena, Alta Carniola, Carintia eslovena y Posavje), que fue anexada al Tercer Reich, fueron deportados a campos de concentración a fines de la primavera de 1941. Muy pocos sobrevivieron. En Ljubljana y en la Baja Carniola, que estuvo bajo ocupación italiana, los judíos estuvieron relativamente seguros hasta septiembre de 1943, cuando la mayor parte de la zona fue ocupada por las fuerzas alemanas nazis. A finales de ese mismo año la mayoría de ellos fueron deportados a campos de concentración, aunque algunos lograron escapar, sobre todo huyendo a las zonas liberadas por la resistencia partisana.
En Ljubljana, 32 judíos pudieron esconderse hasta septiembre de 1944, cuando fueron traicionados y arrestados en redadas por la policía colaboracionista de la Guardia Nacional Eslovena y entregados a los nazis, quienes luego los enviaron a Auschwitz, donde la mayoría fueron exterminados. La Guardia Nacional Eslovena intensificó en gran medida el antisemitismo ya presente en los círculos católicos eslovenos antes de la guerra, participando en una propaganda antisemita rabiosa. Así, el líder de la Guardia Nacional Eslovena, Leon Rupnik, atacó a los judíos en prácticamente en todos sus discursos públicos. En 1944, el periódico de la Guardia Nacional escribió: "El judaísmo quiere esclavizar al mundo entero. Puede esclavizarlo si también destruye económicamente a todas las naciones. Por eso llevó a las naciones a la guerra para destruirse entre sí y así beneficiar a los judíos. El comunismo es el ejecutor más leal de las órdenes judías, junto con la democracia liberal. Ambas ideas fueron creadas por judíos para pueblos no judíos. La nación eslovena también quiere poner de rodillas al judaísmo, junto con su decadencia moral y empobrecimiento". El influyente sacerdote católico Lambert Ehrlich, que abogó por la colaboración con las autoridades fascistas italianas, hizo campaña contra el "satanismo judío", que, según él, estaba tratando de apoderarse de los tesoros nacionales de otros pueblos.
Los judíos de Prekmurje, donde vivía la mayoría de los judíos eslovenos hasta la Segunda Guerra Mundial, sufrieron el mismo destino que los judíos de Hungría. Tras la ocupación alemana de Hungría, casi toda la población judía de la región de Prekmurje fue deportada a Auschwitz. Muy pocos sobrevivieron. En total, se estima que de los 1.500 judíos que había en Eslovenia en 1939, solo 200 lograron sobrevivir, lo que significa que el 87 % fueron exterminados por los nazis, una de las tasas más altas de Europa.
Algunos judíos eslovenos lograron salvarse uniéndose a los partisanos. A diferencia de la resistencia polaca, que no admitía judíos en sus filas, los partisanos yugoslavos dieron la bienvenida a los judíos. En la ex-Yugoslavia sobrevivieron 3.254 judíos uniéndose a los partisanos, más de una quinta parte de todos los sobrevivientes. Después de la guerra, 10 partisanos judíos fueron nombrados héroes nacionales yugoslavos. Por ayudar a los judíos durante el Holocausto, 15 eslovenos han sido nombrados Justos de las Naciones por Yad Vashem.

### República Federativa Socialista de Yugoslavia

#### Comunidad en la posguerra

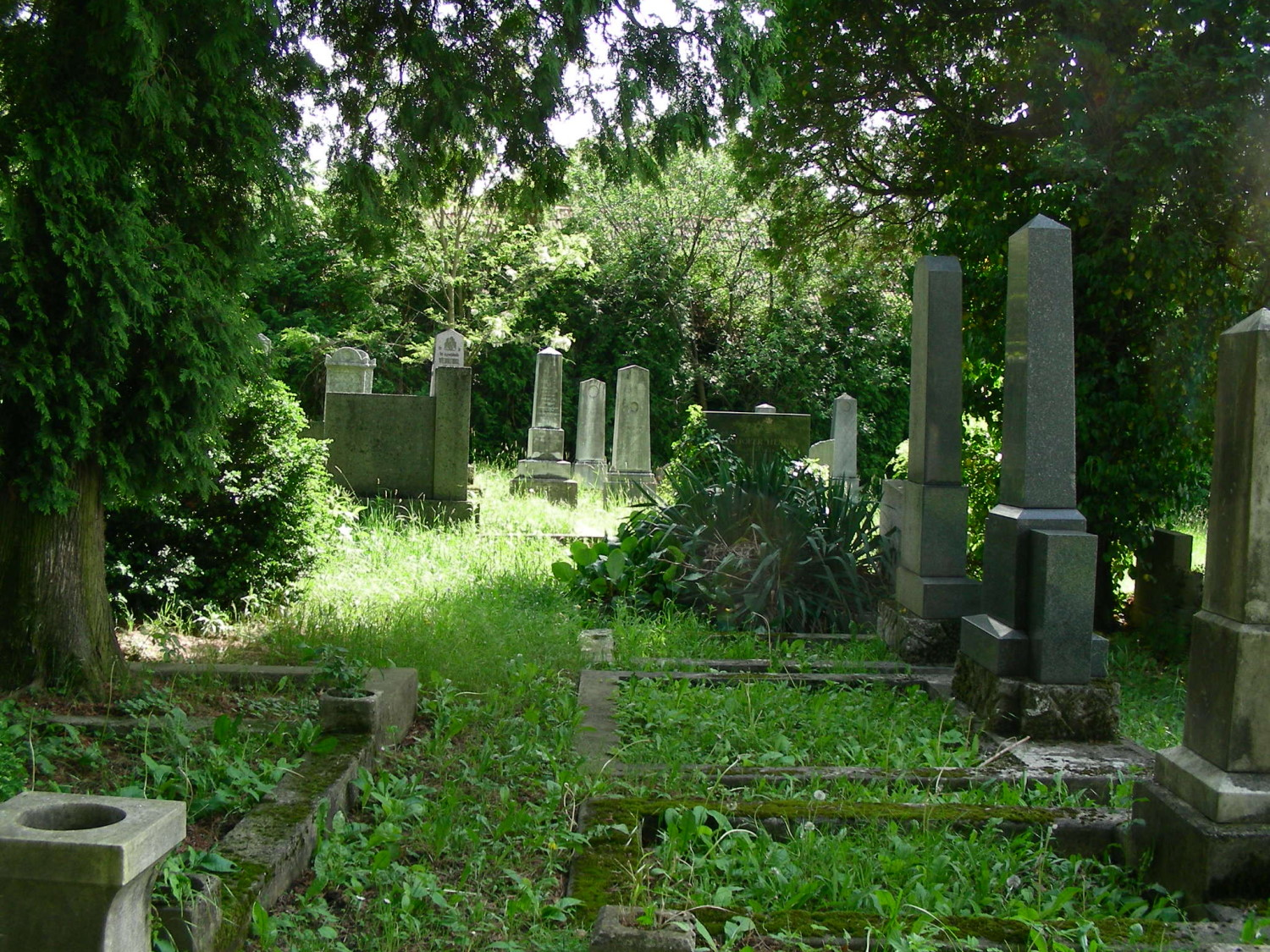
Cementerio judío en Lendava, en la región oriental eslovena de Prekmurje

Bajo el comunismo en Yugoslavia, la comunidad judía en la República Socialista de Eslovenia contaba con menos de 100 miembros. Se restableció la Federación de Comunidades Judías y tras el establecimiento del Estado de Israel en 1948, la Federación solicitó y recibió permiso de las autoridades yugoslavas para organizar la emigración judía a Israel. Unos 8.000 judíos yugoslavos, entre ellos judíos eslovenos, a quienes se les permitió llevarse sus propiedades con ellos, partieron hacia Israel. En 1953, la sinagoga de Murska Sobota, la única que quedaba después de la Shoa, que el puñado de sobrevivientes judíos no pudo mantener y por lo tanto vendió en 1949 a la ciudad, fue demolida por las autoridades comunistas locales para dar paso a nuevos apartamentos. Muchos judíos fueron expulsados de Yugoslavia como " alemanes étnicos ", y la mayor parte de la propiedad judía fue confiscada.
En Ljubljana, las propiedades judías fueron confiscadas como "propiedad enemiga" por el Comité de Confiscación de la Ciudad (en esloveno: Mestna zaplembena komisija) y entregado a la élite comunista. Estas propiedades incluían la mansión Ebenspanger (utilizada por Boris Kidrič), la mansión Mergenthaler (utilizada por la OZNA, o policía secreta yugoslava) y la mansión Pollak (utilizada por Edvard Kocbek). Además, la mansión Moskovič se vendió en circunstancias cuestionables y actualmente es utilizada por los socialdemócratas, el sucesor del Partido Comunista de Eslovenia.
La Judovska občina v Ljubljani (Comunidad judía de Ljubljana) se reformó oficialmente después de la Segunda Guerra Mundial. Su primer presidente fue Artur Kon, seguido de Aleksandar Švarc y de Roza Fertig-Švarc en 1988. En 1969, contaba con solo 84 miembros y su membresía estaba disminuyendo debido a la emigración y la edad.
En las décadas de 1960 y 1970, hubo un renacimiento de los temas judíos en la literatura eslovena, casi exclusivamente por autoras. Berta Bojetu fue la autora judía más renombrada que escribió en esloveno. Otras escritoras fueron Miriam Steiner y Zlata Medic-Vokač.

### República de Eslovenia

#### Después de 1991

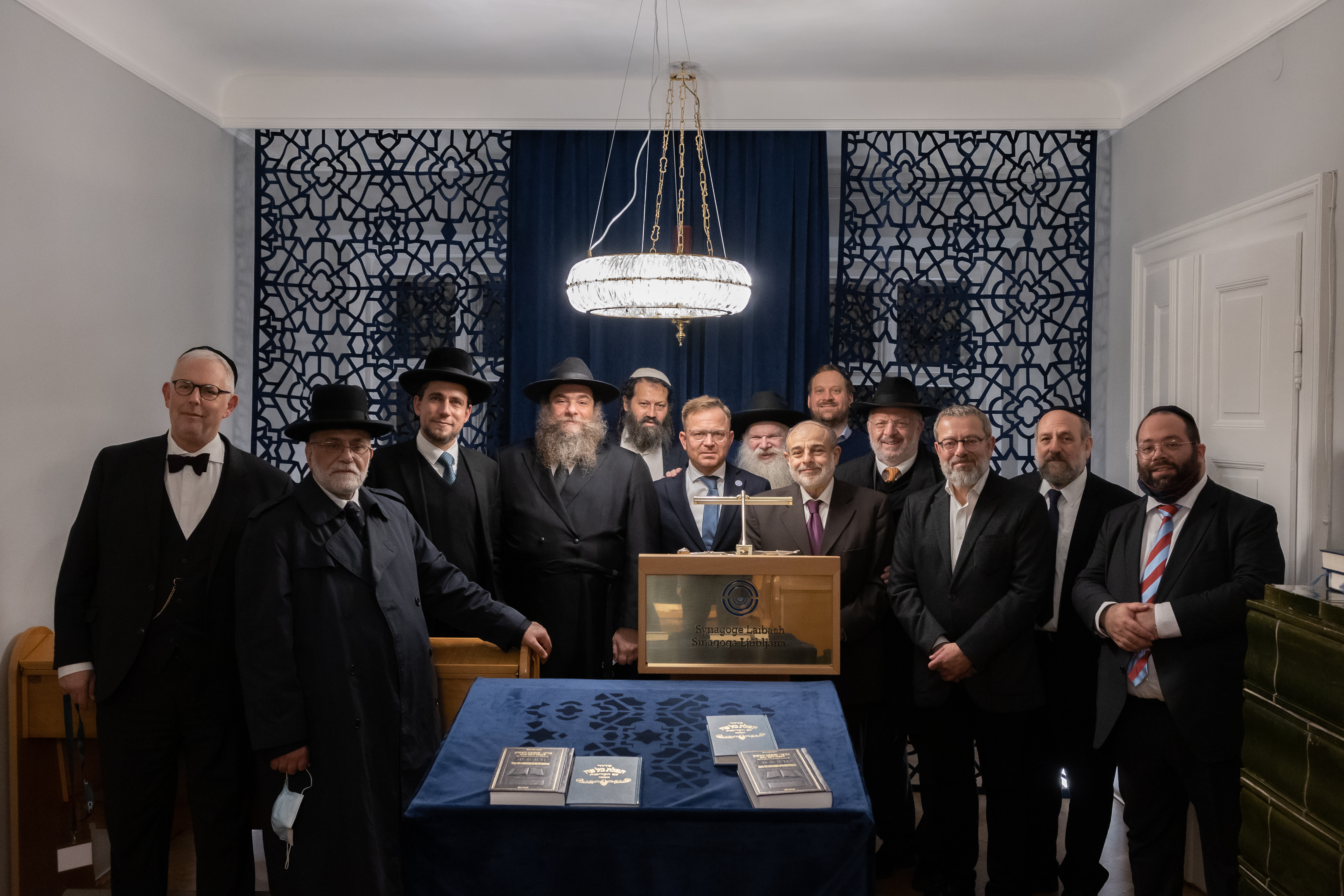
Hajnassat Sefer Torá (inauguración del rollo de la Torá) en la Sinagoga de Liubliana

Sinagoga de Liubliana

En el último censo yugoslavo de 1991, 199 eslovenos se declararon de religión judía, y en el censo de 2011, este número fue de 99. La comunidad judía actual se estima entre 500 - 1000 miembros, aunque solo 130 son miembros de la organización de la Comunidad Judía de Eslovenia. La comunidad está formada por personas de ascendencia asquenazí y sefardí. En 1999, se nombró al primer Gran Rabino de Eslovenia desde 1941. Antes de eso, los servicios religiosos se brindaban con la ayuda de la comunidad judía de Zagreb. El actual gran rabino de Eslovenia, Ariel Haddad, reside en Trieste y es miembro de la escuela jasídica Jabad-Lubavitch, y el actual presidente de la Comunidad Judía de Eslovenia es Boris Čerin-Levy.
Desde el año 2000, ha habido un renacimiento notable de la cultura judía en Eslovenia. En 2003, se abrió una sinagoga en Ljubljana. En 2008, se fundó la Asociación Isserlein para promover el legado de la cultura judía en Eslovenia. Ha organizado varios eventos públicos que han recibido respuestas positivas de los medios de comunicación, como el encendido público de la januquiá en Ljubljana en 2009. También ha habido un creciente interés público en el legado histórico judío en Eslovenia. En 2008, el complejo del cementerio judío en Rožna Dolina, cerca de Nova Gorica, fue restaurado gracias a los esfuerzos de los políticos locales del Partido Socialdemócrata, la presión de la comunidad judía vecina de Gorizia y la Embajada de Estados Unidos en Eslovenia. En enero de 2010, se inauguró en Murska Sobota el primer monumento a las víctimas de la Shoa en Eslovenia llamado "Maleta olvidada".
Todavía ocurren incidentes antisemitas ocasionales, como el daño de la sinagoga de Maribor con grafitis con escrituras que dicen Juden Raus ('Fuera los judíos'), mientras que la ultraderecha fascista eslovena, entre otros, ha realizado declaraciones negacionistas del Holocausto y diatribas antisemitas.
La única sinagoga en funcionamiento en Eslovenia ha estado en el Centro Cultural Judío en Križevniška 3 en Ljubljana desde 2016, donde se encuentra el sefer torah de la comunidad judía eslovena. Los rituales son ocasionales para los sábados y para las principales festividades judías.
En 2021, se abrió una nueva sinagoga en Ljubljana, que también es la primera sinagoga que no está administrada por el municipio, sino directamente por la comunidad judía. Ese mismo año se fundó la Asociación de Comunidades Judías de Graz y Liubliana.

## Judíos notables de Eslovenia
- Israel Isserlin, rabino medieval de Maribor
- Kohn, presidente de la comunidad judía de Eslovenia
- Dr. Aleksandar Švarc (Solomon Schwarz), presidente de la comunidad judía de Eslovenia
- Dra. Rosa Fertig-Švarc, presidenta de la comunidad judía de Eslovenia
- Mladen A. Švarc, secretario oficial y presidente de la comunidad judía de Eslovenia
- Paul Parin, psicoanalista